# Nízké Javorníky
Nízké Javorníky tvoří geomorfologický podcelek Javorníků. Leží v severozápadní části Trenčínského a v západní části Žilinského kraje .

## Vymezení
Nacházejí se na Horním Pováží a vytvářejí pás území mezi Váhem a podcelkem Vysoké Javorníky. Sousední krajinné celky jsou na západě Kýčerská hornatina a Kobylináč, podcelek Bílých Karpat, na severu Vysoké Javorníky, východně jsou to podcelky Kysucká vrchovina, Krasňanská kotlina, Vojenné a Kysucké bradla. V blízkosti Žiliny navazuje Žilinská pahorkatina, podcelek Žilinské kotliny a Manínska vrchovina, patřící pod Súľovské vrchy. Po toku řeky Váh následuje Považské podolie s podcelky Bytčianska kotlina, Podmanínska pahorkatina a Ilavská kotlina. 

### Části
- Púchovská vrchovina
- Javornická brázda
- Rovnianska vrchovina
- Ochodnická vrchovina
- Kysucká kotlina

## Osídlení
Území je charakteristické příčnými dolinami s poměrně hustým osídlením. Na okraji Nízkých Javorníků leží středně velká města - Kysucké Nové Mesto, Žilina, Považská Bystrica a Púchov. Dopravu zajišťuje síť silnic III. třídy, okrajem území vedou silnice i železniční tratě nadnárodního významu. 